# Amor de Perdição (Skulptur)

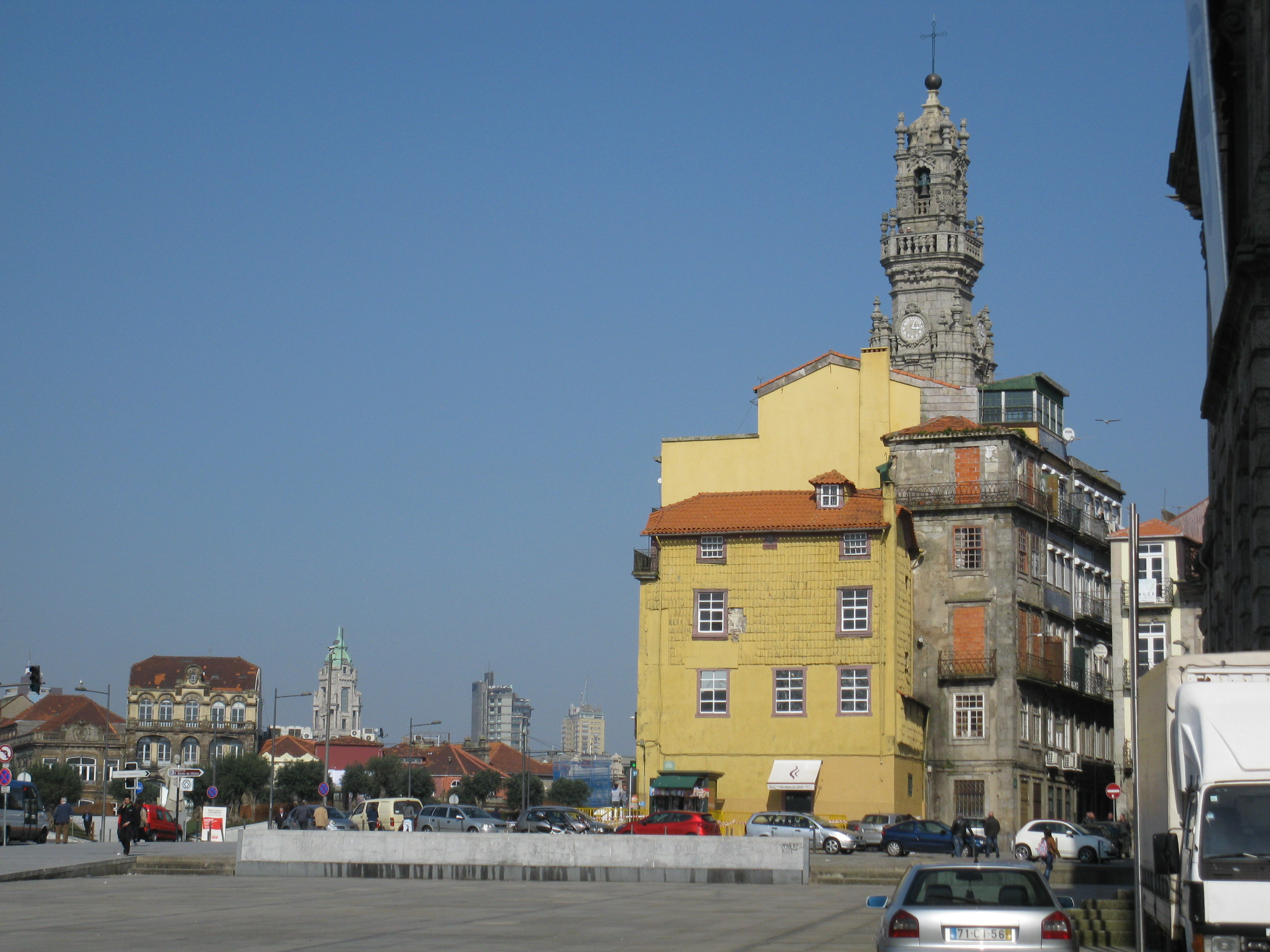
Largo Amor de Perdição, Sicht nach Nordosten

Amor de Perdição ist ein Standbild des portugiesischen Künstlers Francisco Simões, das 2012 in Porto aufgestellt wurde.

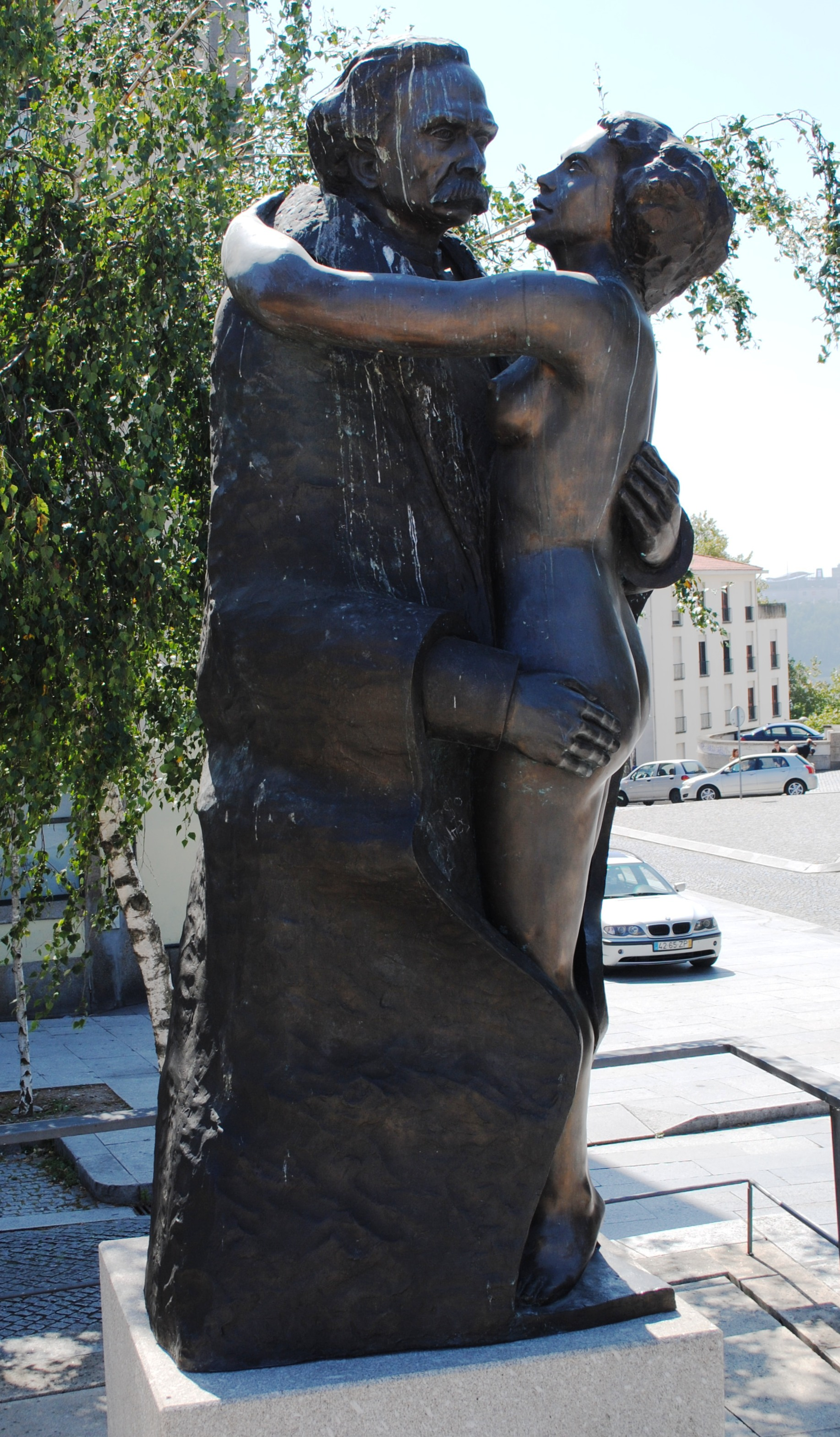
„Amor de Perdição“ (2012) von Francisco Simões, Sicht aus Nordosten

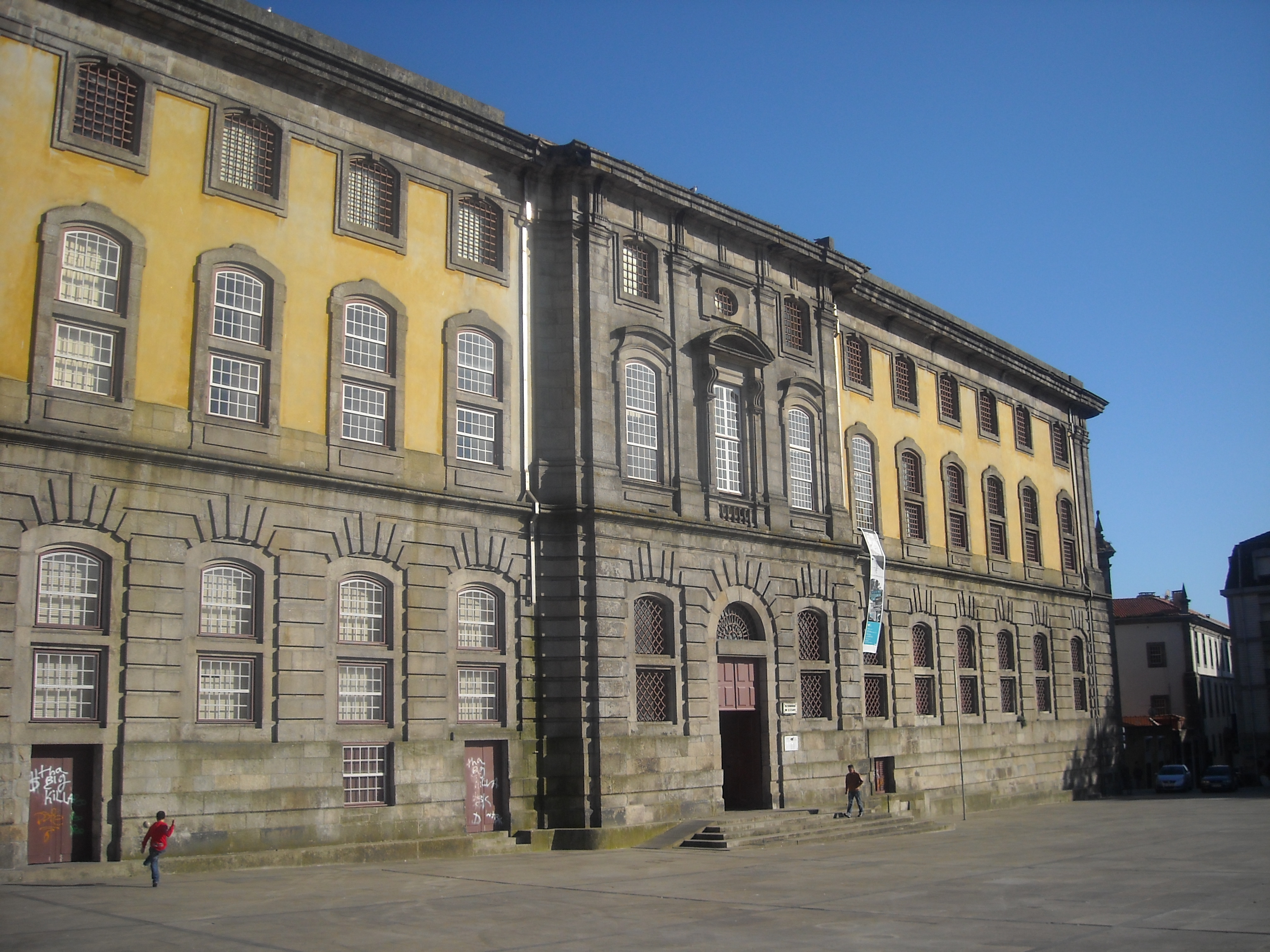
Antiga Cadeia da Relação, beherbergt heute das Centro Português de Fotografia, Sicht nach Südosten

Simões’ Werk steht an der südwestlichen Ecke des Largo Amor de Perdição, dem Platz vor dem ehemaligen Staatsgefängnis Antiga Cadeia da Relação, an der vierspurigen Campo dos Mártires da Pátria, in Sichtweite des Justizpalastes Palácio da Justiça, zum Jardim de João Chagas hin gewandt.
Das Standbild zeigt einen älteren Mann, der voll bekleidet eine nackte jüngere Frau umfasst, die in seinem mächtigen Gewand steht und ihn ihrerseits, auf Zehenspitzen und leicht gestreckt, umarmt. Die Frau sieht den Mann an, der Mann jedoch schaut rechts an ihr vorbei.
Das Motiv basiert auf dem gleichnamigen portugiesischen Roman von Camilo Castelo Branco von 1862, der 1988 erstmals auf Deutsch erschienen ist (Das Verhängnis der Liebe) und 1921, 1943, 1979 und 2008 verfilmt wurde. Branco und seine Geliebte Ana Plácido waren einige Jahre zuvor aufgrund ihrer Liebschaft selbst zu Insassen des Gefängnisses geworden, wo Branco auch seine Gefängniserinnerungen verfasste.
Koordinaten: 41° 8′ 41,3″ N, 8° 37′ 0″ W